# Fårö

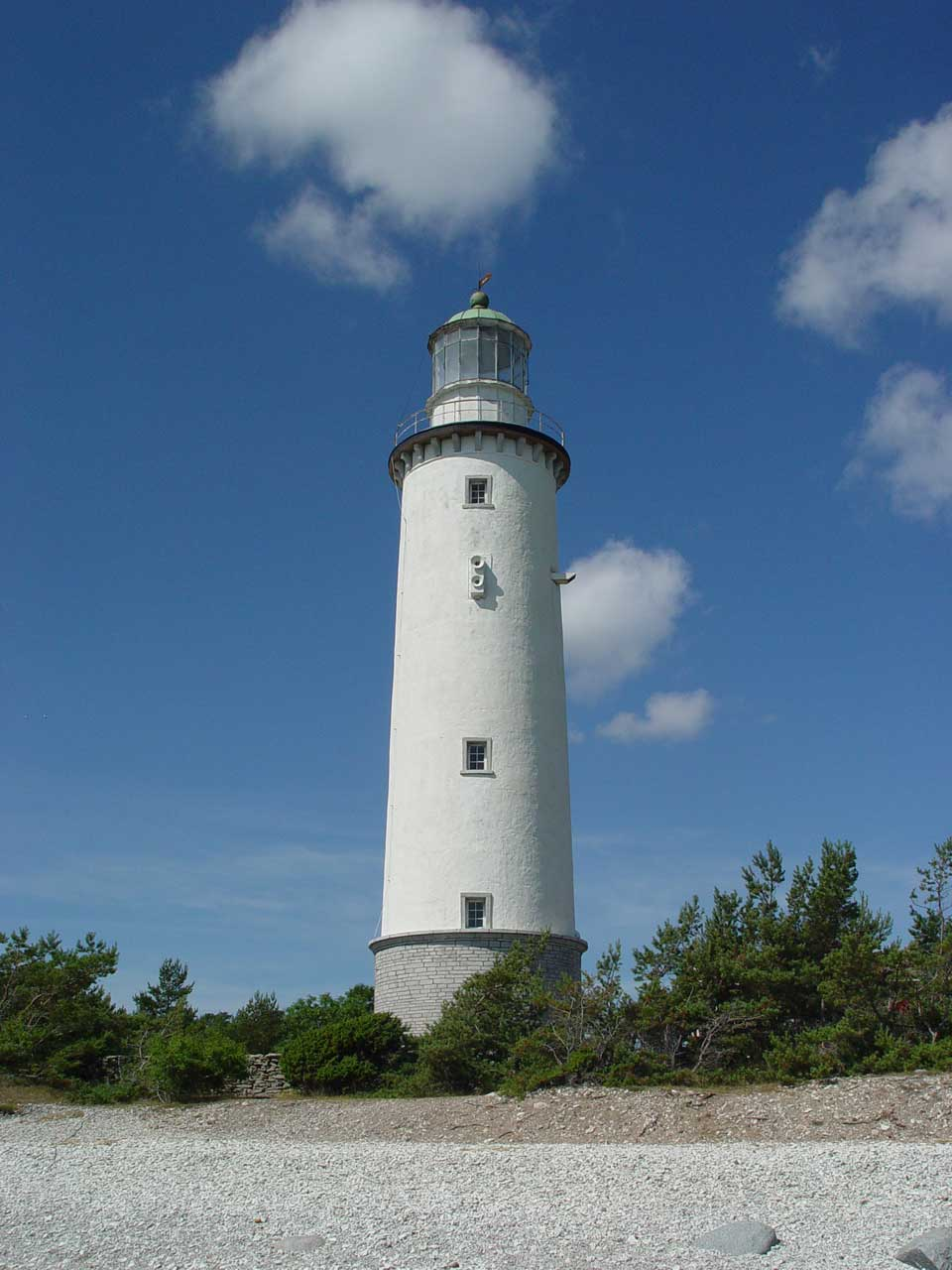
Fårö fyr

Fårö ( PRONÚNCIA) é uma pequena ilha do Mar Báltico situada a alguns quilômetros ao norte da ilha de Gotland (Suécia), da qual depende administrativamente. Fårö é a segunda maior ilha da província de Gotland. Tem 5 km de comprimento e sua superfície é de 111,35 km². Fårö e Gotland são separadas pelo estreito de Fårösund.
Da cidade de Fårösund, em Gotland, existe uma ligação gratuita em ferry todos os trinta minutos para Fårö. O nome da ilha, que no século XIV se chamava Faroyna, contém a raiz får, que significa "ovelha" e ö (ilha) (a comparar com "Ilhas Feroé", em sueco Färöarna).
O célebre cineasta Ingmar Bergman estabeleceu-se na ilha, onde ele rodou três filmes: Vargtimmen (A Hora do Lobo), Skammen (Vergonha), Persona, En passion (A Paixão de Ana) e Cenas de um Casamento. Bergman morreu em Fårö em 30 de julho de 2007.
Construído em 1846-1847 no nordeste da ilha, o Fårö fyr é um farol de trinta metros de altura.
Podem-se admirar as paisagens áridas da ilha, onde diversos sítios apresentam os famosos raukar de Gotland, pilares de formas estranhas e sugestivas, esculpidos pelo mar na rocha calcária. Tem uma longa praia de areia chamada Sudersand.